# Boonoo-Boonoo-Nationalpark
Der Boonoo-Boonoo-Nationalpark (sprich: 'Banna-Banuh') ist ein Nationalpark im Nordosten des australischen Bundesstaates New South Wales, 571 km nördlich von Sydney und 26 km nordöstlich von Tenterfield an der Mount Lindesay Road.
Der Boonoo Boonoo River durchfließt im Park ein mit Regenwald bestandenes, enges Tal und bildet einen 210 m hohen Wasserfall.
Waldwanderungen, Schwimmen und Zelten im Wald zählen zu den beliebtesten Freizeitbeschäftigungen.